# Palatul Dandolo

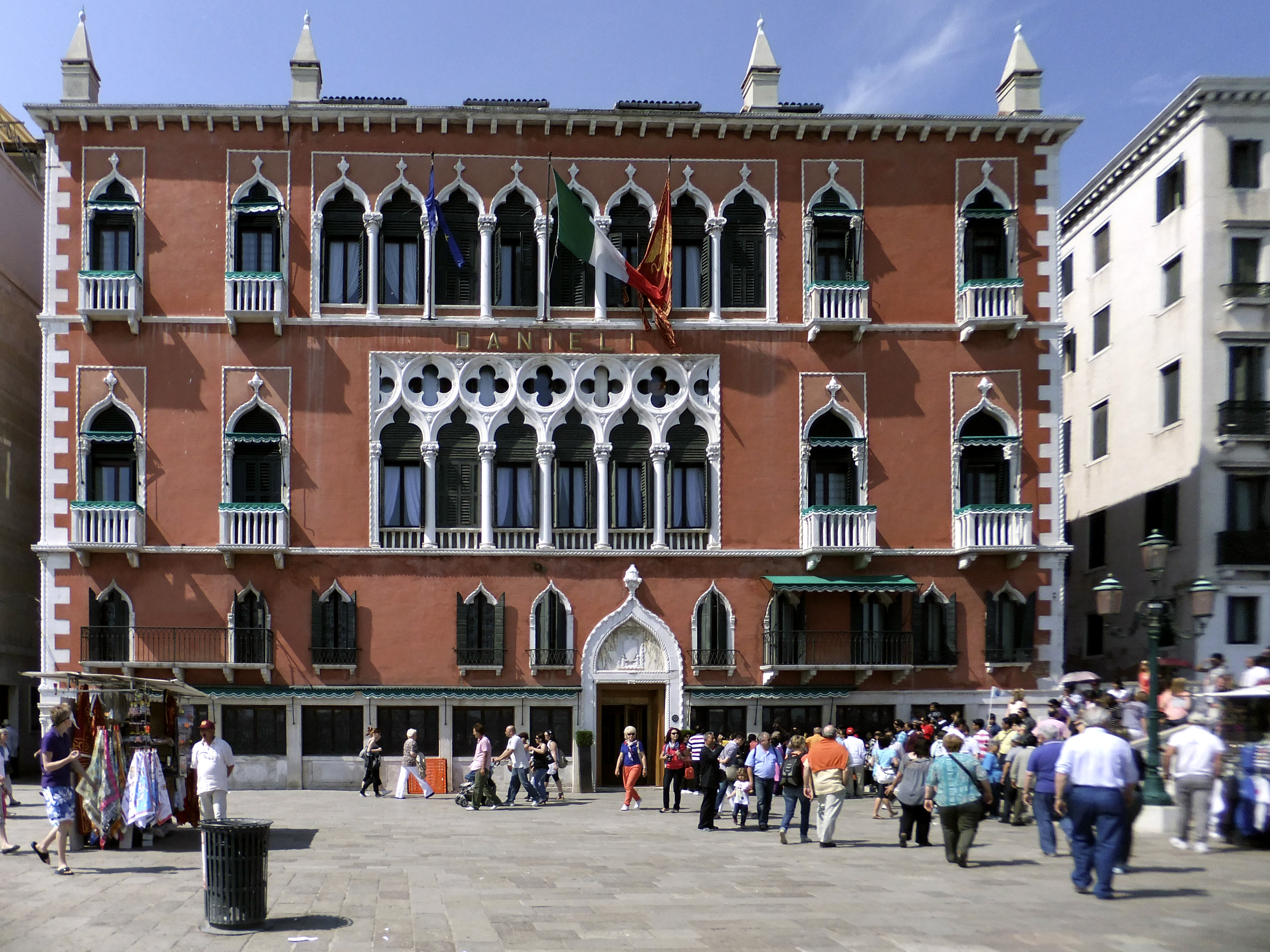
Hotel Danieli

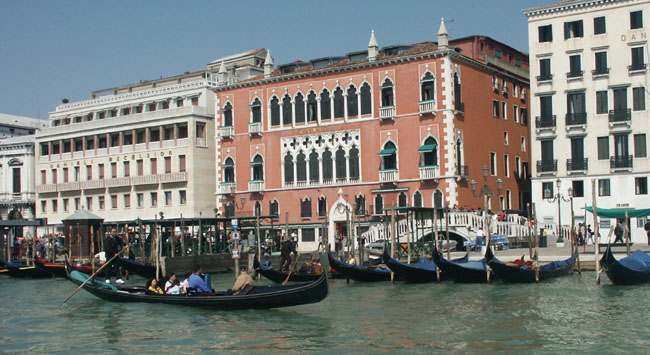
Vedere dion Bazinul San Marco

Palatul Dandolo (în italiană Palazzo Dandolo), în prezent Hotel Danieli, este o clădire somptuoasă din Veneția (Italia), care găzduiește un hotel de cinci stele. A fost construit la sfârșitul secolului al XIV-lea de către familia Dandolo. CNN îl citează ca pe unul dintre primele cinci "hoteluri somptuoase" din oraș. În 2010, s-au realizat filmări intensive la hotel pentru The Tourist, cu Johnny Depp și Angelina Jolie.

## Locație
Clădirea principală a hotelului este Palazzo Dandolo, aflat în apropiere de Piața San Marco, cu o fațadă pe cheiul de promenadă Riva degli Schiavoni și cu vedere la Bazinul San Marco. Ea se învecinează cu mai multe clădiri datând din secolele al XIV-lea și al XV-lea.

## Istoric

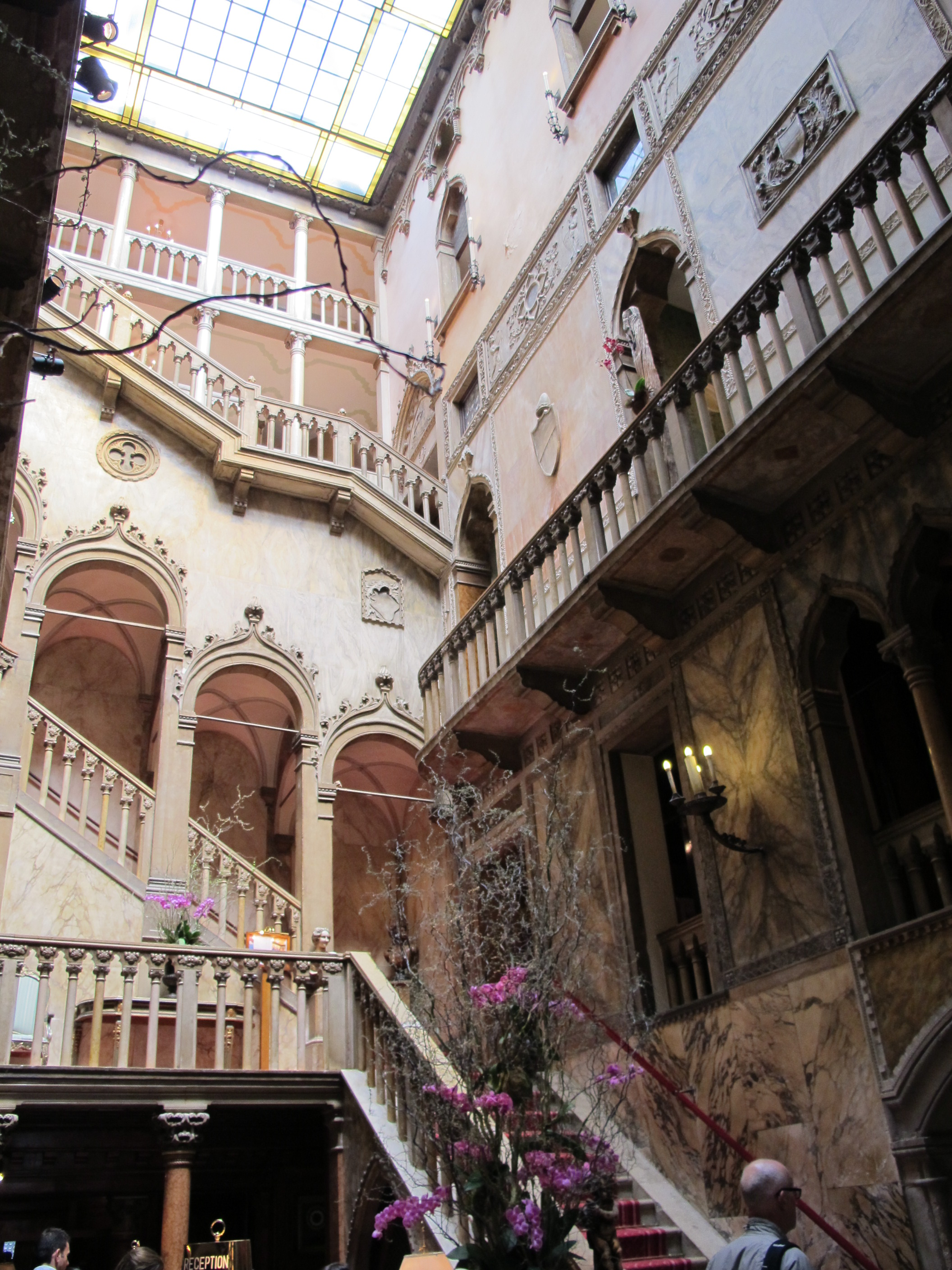
Scara palatului

Clădirea a fost construită la sfârșitul secolului al XIV-lea de către Dandolo, o familie venețiană nobilă. În secolul al XVI-lea, clădirea a fost împărțită în trei secțiuni pentru diferiții membri ai familiei. Edificul bogat decorat, care are din exterior aspectul unei singure unități, a fost apoi locul în care s-au organizat întruniri sociale și petreceri extravagante.
În secolul al XVII-lea, palatul a trecut în proprietatea familiilor Mocenigo și Bernardo care au continuat să organizeze acolo importante evenimente sociale. La celebrarea nunții Giustinianei Mocenigo cu Lorenzo Giustiniani în 1629, a fost interpretată Proserpina Rapita cu libretul lui Giulio Strozzi și muzica lui Claudio Monteverdi. Cele două familii erau încă proprietarii clădirii la căderea Republicii Venețiene în 1797. După ce clădirea a suferit efectele decăderii orașului, venețianul Giuseppe Dal Niel din Friuli, cunoscut sub numele de Danieli, a închiriat primul etaj al clădirii începând din 24 octombrie 1822 pentru propriul său uz și pentru a-i găzdui pe oaspeții săi. În 1824, apreciind potențialul său ca loc de întâlnire central, el a cumpărat întreaga clădire, a restaurat-o cu stil și a transformat-o într-un hotel pe care l-a redenumit în mod corespunzător "Danieli".

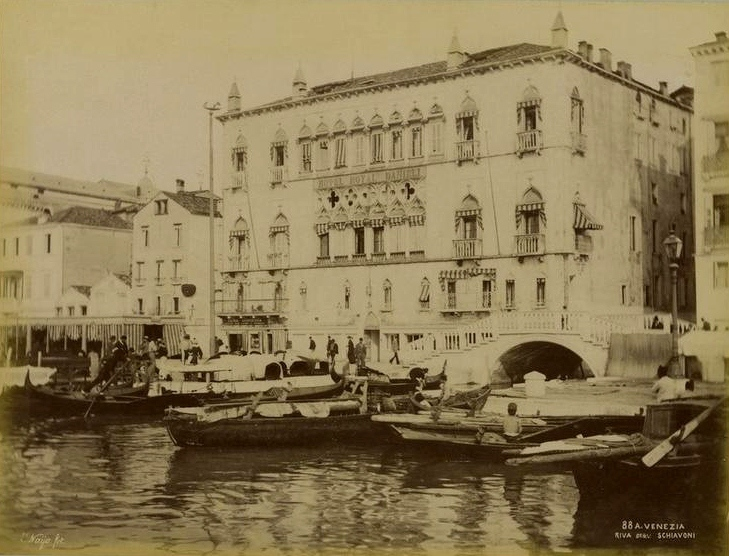
Hotelul la sfârşitul secolului al XIX-lea

Mai mulți artiști notabili, scriitori, muzicieni și alte personalități au trecut pe aici, printre ei numărându-se Johann Wolfgang von Goethe, Richard Wagner, Charles Dickens, George Byron, Peggy Guggenheim, Leonard Bernstein, Harrison Ford și Steven Spielberg. Una dintre cele mai populare camere din hotel este cea de la numărul 10; Aurore Dudevant, mai bine cunoscută sub numele de George Sand, a stat aici cu iubitul ei Alfred de Musset. Biografia lui George Sand, la secțiunea "Dragoste și geniu", prezintă detaliile romantice ale șederii lor în această cameră. În această perioadă, a fost deschis faimosul restaurant, cunoscut inițial sub numele de Caffè Brigiacco, printre magazinele de la parter. Cum era condus de doi frați greci care aveau o simpatie pentru vestimentația orientală, el a devenit cunoscut mai târziu ca "Caffè Orientale".
În secolul al XIX-lea, accesul la plaja privată a fost o caracteristică a hotelului, în timp ce oaspeții puteau folosi serviciile unor interpreți care vorbeau fluent mai multe limbi europene. În 1895, când s-a schimbat proprietarul clădirii, hotelul a fost modernizat cu accesorii electrice, ascensoare și încălzire centrală, transformându-se în luxosul "Hotel Royal Danieli".
Pe la sfârșitul secolului al XIX-lea, hotelul a fost anexat unui palat adiacent din secolul al XIX-lea, cunoscut astăzi sub numele de Casa Nuova care a devenit parte a hotelului în 1906. În acel an, împreună cu alte patru hoteluri de lux din Veneția, Danieli a intrat sub controlul societății Compagnia Italiana Grandi Alberghi, deținută de contele Giuseppe Volpi. Au fost realizate modificări ulterioare la fațadă de către arhitectul Francesco Marsich. În cele din urmă, în perioada 1946-1948, după ce clădirile dintre Palatul Dandolo și Palazzo delle Prigioni au fost demolate, hotelul a fost extins în mod substanțial. "Danielino" (Micul Daniel), o clădire nouă cu o fațadă de marmură proiectată de Virgilio Vallot, a devenit ultima completare la hotel.
În 2010, s-au realizat filmări la hotel pentru filmul The Tourist, cu Johnny Depp și Angelina Jolie. Apartamentul care a aparut în film a fost locuit odată de Marcel Proust și Balzac, lucru menționat în film. Într-o scenă, Depp a urcat pe țiglele de pe acoperișul hotelului în pijama.

## Arhitectură și accesorii

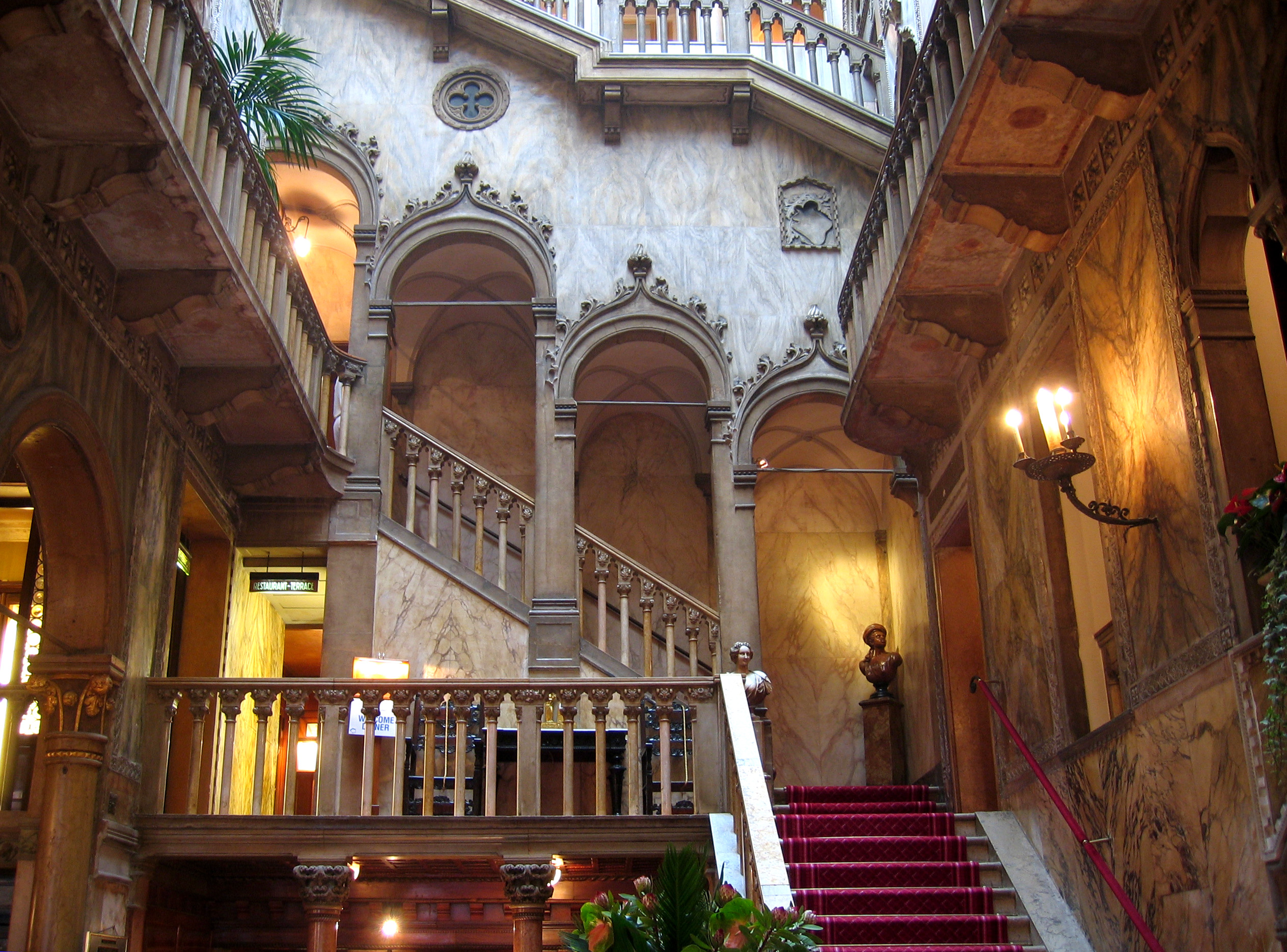
Scări

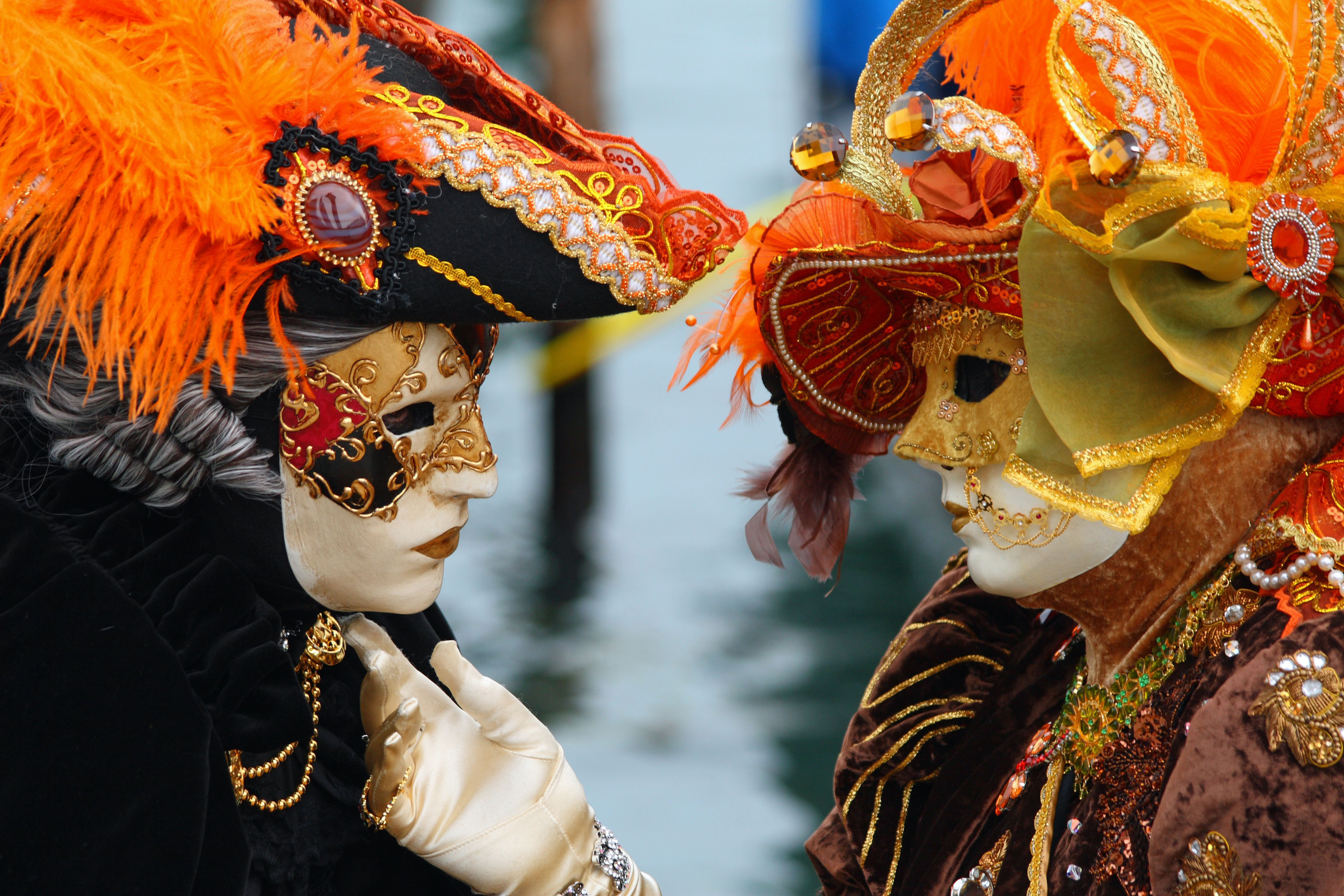
Tradiţionalul carnaval veneţian este renumit în special pentru măștile sale distinctive.

Clădirea din secolul al XIV-lea, care a fost hotel din anul 1822, are acum o fațadă de culoare roz cu praguri de marmură, turnulețe albe și balcoane cu arcade ascuțite. Principala caracteristică arhitecturală este curtea interioară cu patru etaje, care este acoperit cu arce în stil gotic bizantin și permit accesul luminii naturale a soarelui. Foaierul duce la scările deschise cu balustrade până în camerele și apartamentele mobilate. În timp ce un lift este disponibil, scara interioară este pictat cu auriu. Există camere cu vedere spre lagună în aripa originală a hotelului și camere vaste în palatul din secolul al XIX-lea. Hotelul are, de asemenea, un șemineu imens.
Apartamentul dogelui este cel mai luxos, cu mobilier datând din secolul al XVIII-lea și frescele realizate de artistul venețian din secolul al XVIII-lea Jacopo Guarana. Balconul are un magazin de măști venețiene, în timp ce restaurantul este ornamentat cu o intrare cu arcuri înalte și candelabre din sticlă venețiană. Restaurantul de pe terasa aflată pe acoperiș are vedere la Veneția și la mare.